# Adenium
Adenium es un género con 15 especies de arbustos  perteneciente a la familia Apocynaceae. Es originaria de las regiones tropicales y subtropicales del este y  sur de África y Arabia.

## Descripción
Son arbustos perennes suculentos de climas tropicales y semi-caducos a caducos en los climas más fríos, también depende de la especie. Alcanzan a 1-3 m de altura.  Las hojas están dispuestas en espiral, agrupadas hacia las puntas de los brotes, todas simples, con 5-15 cm de longitud y 1-8 cm de ancho. Las flores son tubulares, 2-5 cm de largo, con la parte exterior de 4-6 cm de diámetro con cinco pétalos, semejantes a las de otros géneros, como Plumeria y Nerium.  Las flores tienden a rojo y rosa, a menudo con una vista hacia el exterior blanquecino en la garganta.

## Taxonomía
El género fue descrito por Roem & Schult. y publicado en Systema Vegetabilium 4: xxxv, 411. 1819.

## Especies
- Adenium boehmianum Schinz, Verh. Bot. Vereins Prov. Brandenburg 30: 259 (1888).
- Adenium multiflorum Klotzsch in W.C.H.Peters, Naturw. Reise Mossambique 6: 279 (1861).
- Adenium obesum (Forssk.) Roem. & Schult. – kurz „Wüstenrose“ genannt[4] −, Syst. Veg. 4: 411 (1819).
- Adenium oleifolium Stapf, Bull. Misc. Inform. Kew 1907: 53 (1907).
- Adenium swazicum Stapf, Bull. Misc. Inform. Kew 1907: 53 (1907).